# Sebastián Lerdo de Tejada, Delstaten Mexiko
Sebastián Lerdo de Tejada är en ort i Mexiko.   Den ligger i kommunen Toluca och delstaten Mexiko, i den sydöstra delen av landet, 60 km väster om huvudstaden Mexico City. Sebastián Lerdo de Tejada ligger 2 623 meter över havet och antalet invånare är 1 673.
Terrängen runt Sebastián Lerdo de Tejada är huvudsakligen platt, men åt sydväst är den kuperad. Terrängen runt Sebastián Lerdo de Tejada sluttar norrut. Runt Sebastián Lerdo de Tejada är det tätbefolkat, med 683 invånare per kvadratkilometer. Närmaste större samhälle är Toluca, 13,6 km sydost om Sebastián Lerdo de Tejada. Trakten runt Sebastián Lerdo de Tejada består till största delen av jordbruksmark.